# Orecchione (architettura)

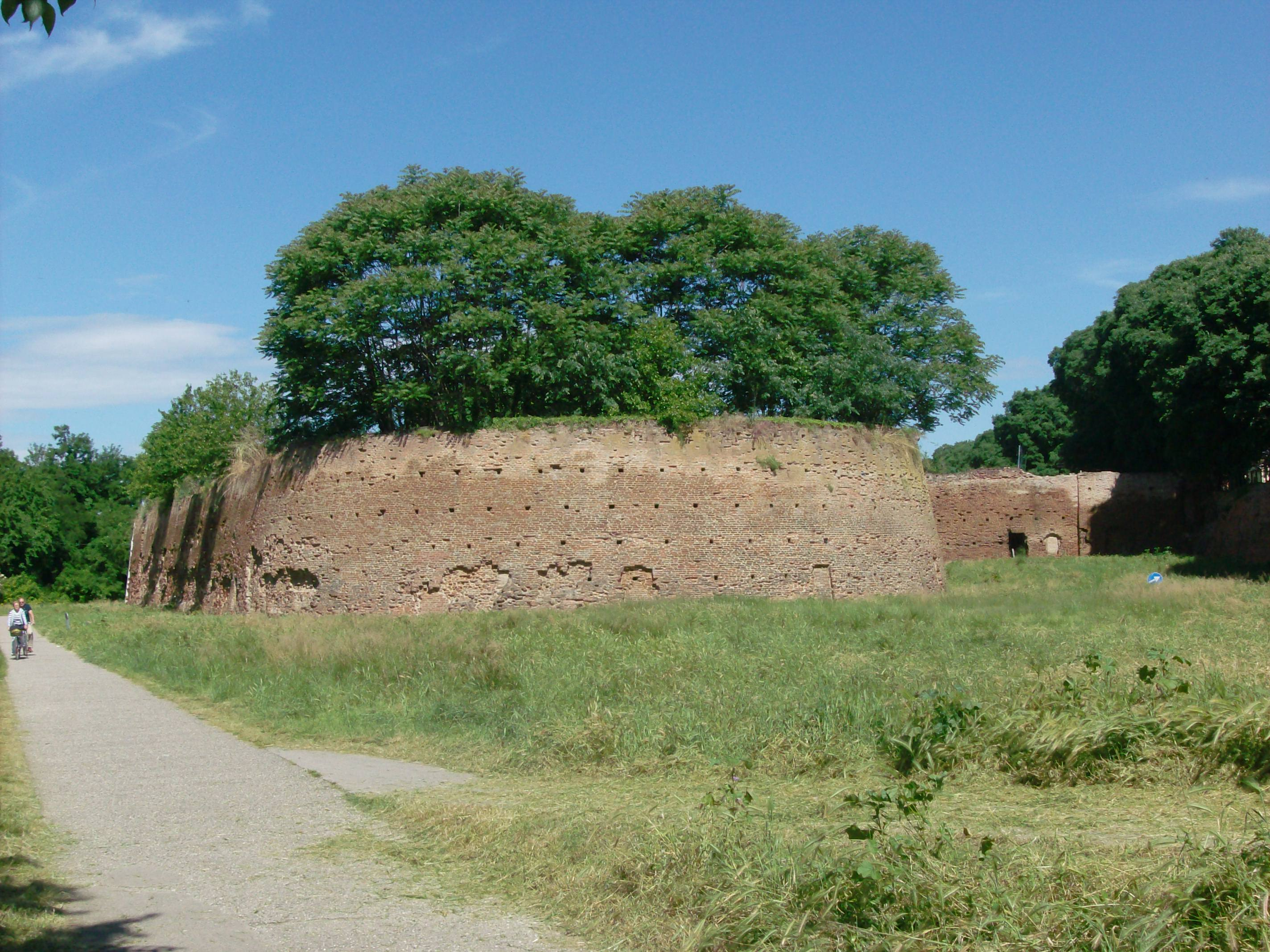
Orecchione del baluardo di San Pietro delle mura di Ferrara.

L'orecchione è un elemento difensivo diffuso nelle fortificazioni alla moderna; collocato ai fianchi del baluardo, svolse per secoli la funzione di proteggere le cannoniere dai tiri dell'artiglieria nemica.
Molto simile e talvolta confuso con l'orecchione è il musone, che si distingue dall'altro per la pianta, semicircolare nel primo e squadrata nel secondo.

## Storia

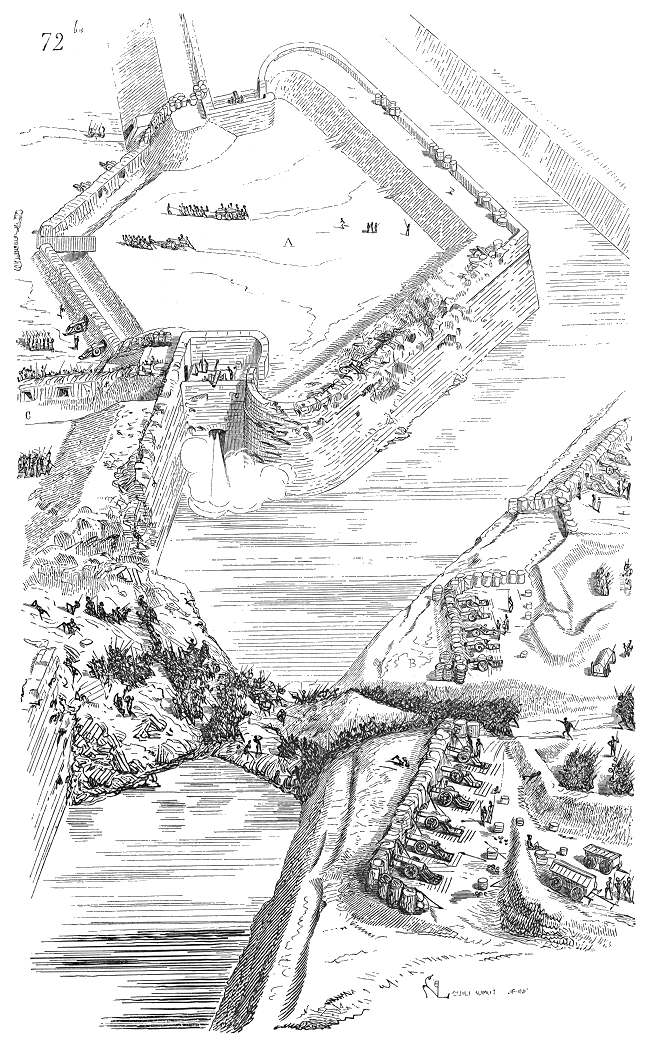
Disegno di un bastione con orecchioni.

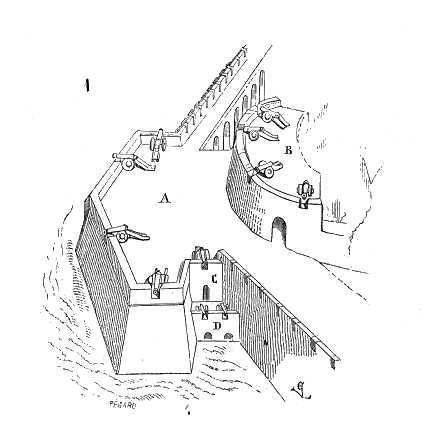
Disegno di un bastione con musoni.

A partire dal XV secolo, in seguito allo sviluppo delle artiglierie, sorse l'esigenza di costruire moderne fortificazioni in grado di fronteggiare efficacemente i colpi delle nuove armi da fuoco. Numerosi architetti e ingegneri militari, soprattutto italiani, idearono e diffusero in tutto il continente europeo innovativi sistemi difensivi, che furono perfezionati soprattutto nel corso del XVI secolo, per adattarsi alle esigenze belliche in continua evoluzione. Nacquero così le fortificazioni alla moderna, il cui elemento di maggior innovazione era dato dal fronte bastionato: i progettisti si resero conto che, anziché distribuire le difese lungo l'intero perimetro murario, fosse opportuno concentrarle nei baluardi, strutture a forma prevalentemente poligonale disposte a distanza pressoché regolare lungo il contorno, calcolata in modo tenendo conto della massima gittata delle artiglierie difensive.
La forma dei bastioni fu modificata e perfezionata nel tempo. Gli elementi principali erano costituiti dalle due facce, direttamente esposte al fuoco nemico, e dai due fianchi laterali, destinati ad accogliere le artiglierie. La cruciale importanza di questi ultimi spinse gli architetti rinascimentali a concentrare i loro studi sulle migliori conformazioni da realizzare, a partire dalla direzione, la cui inclinazione risultò spesso compresa tra le perpendicolari alle cortine e alle facce.
Dopo la discesa di Carlo VIII in Italia alla fine del XV secolo, i progettisti misero a punto il sistema dei fianchi ritirati: per difendere con maggior efficacia le cannoniere, arretrarono le parti dei fianchi più prossime alle cortine, in modo che le porzioni più esterne, ribattezzate orecchioni o musoni a seconda della forma, impedissero al fuoco nemico di raggiungere i pezzi traditori.
A partire dalla fine del XVI secolo gli orecchioni si diffusero con sempre maggior successo rispetto ai musoni, che, benché più semplici da realizzare, garantivano minori durabilità e resistenza ai colpi dell'artiglieria nemica, soprattutto se ravvicinati.

## Descrizione

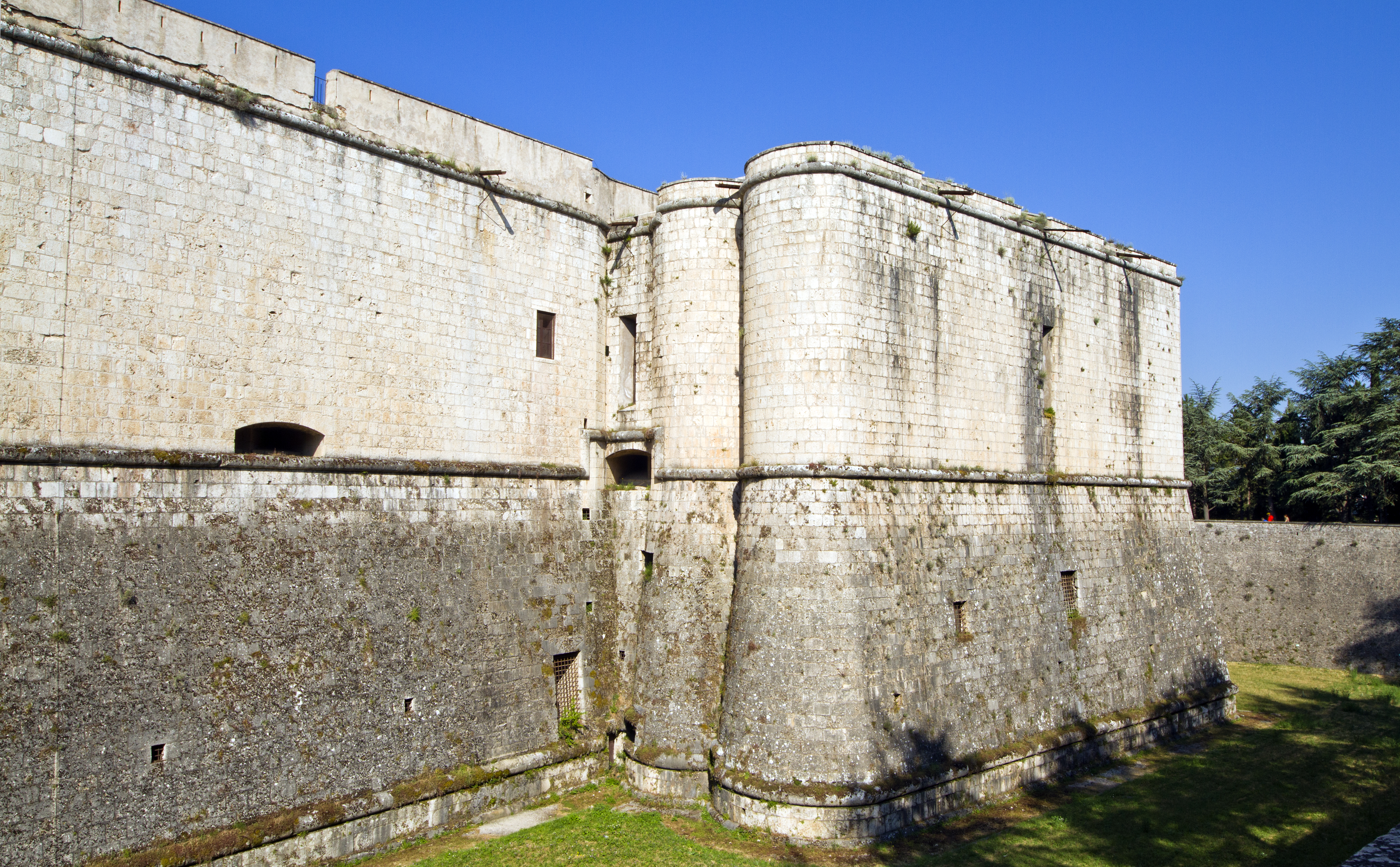
Gli orecchioni binati del Forte spagnolo dell'Aquila.

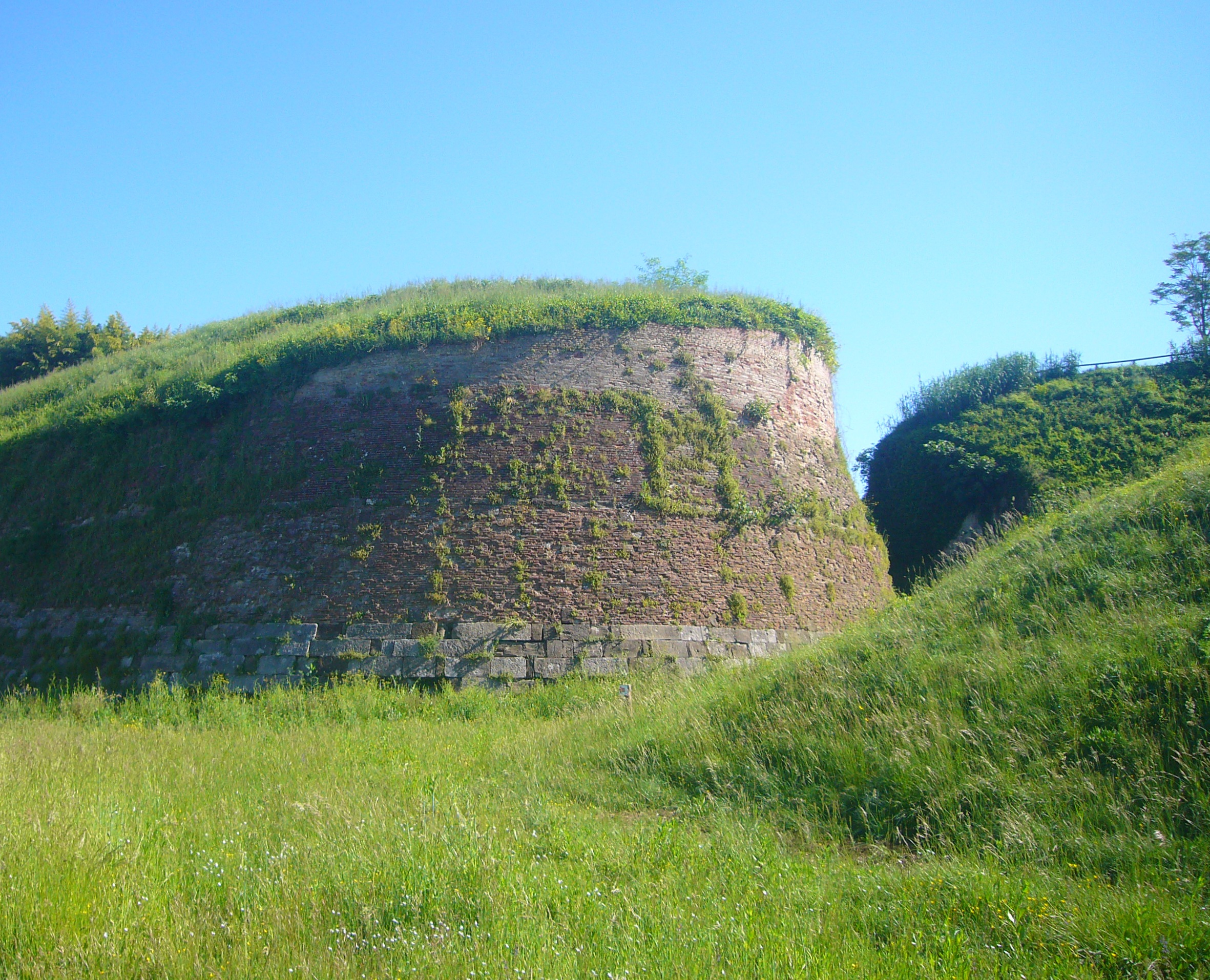
Uno degli orecchioni della fortezza di Palmanova.

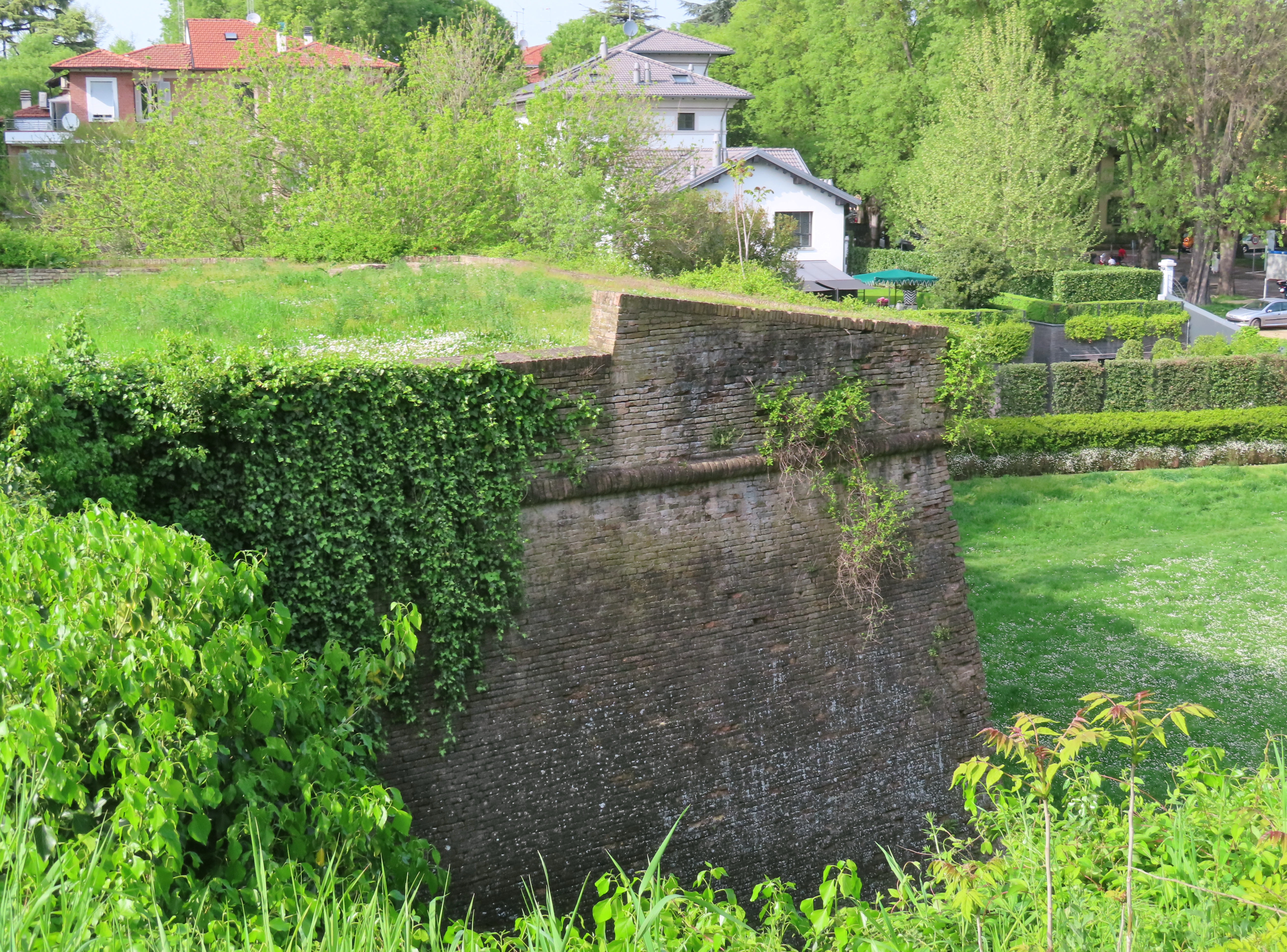
Il merlone sulla sommità del musone orientale del bastione di Santa Maria nella Cittadella di Parma.

Gli orecchioni e i musoni consistono in terrapieni posti alle estremità dei baluardi, per collegare le facce ai fianchi laterali ritirati, ove trovano spazio le cannoniere, talvolta disposte su più livelli. Mentre gli orecchioni si sviluppano su più sofisticate piante semicircolari, i musoni presentano una più semplice forma squadrata a spigoli vivi.
In alcuni casi, come nel Forte spagnolo dell'Aquila, gli orecchioni possono essere binati, per proteggere maggiormente le cannoniere.
Alla base degli orecchioni e dei musoni si trovano talvolta, come ad esempio nella fortezza di Palmanova, le uscite delle gallerie di sortita, anticamente utilizzabili in caso di assedio per inviare rapidamente all'esterno drappelli di soldati contro gli assalitori. Sulla sommità, in alcuni casi, come nella Cittadella di Parma, sono collocate delle murature a scarpa denominate merloni, finalizzate a offrire un'ulteriore protezione alle bocche da fuoco e allo stesso tempo ad ampliare il loro campo di tiro.